# Turunçlu, Yenişehir
Turunçlu là một xã thuộc huyện Yenişehir, tỉnh Mersin, Thổ Nhĩ Kỳ. Dân số thời điểm năm 2011 là 147 người.